# Johannes Ockeghem

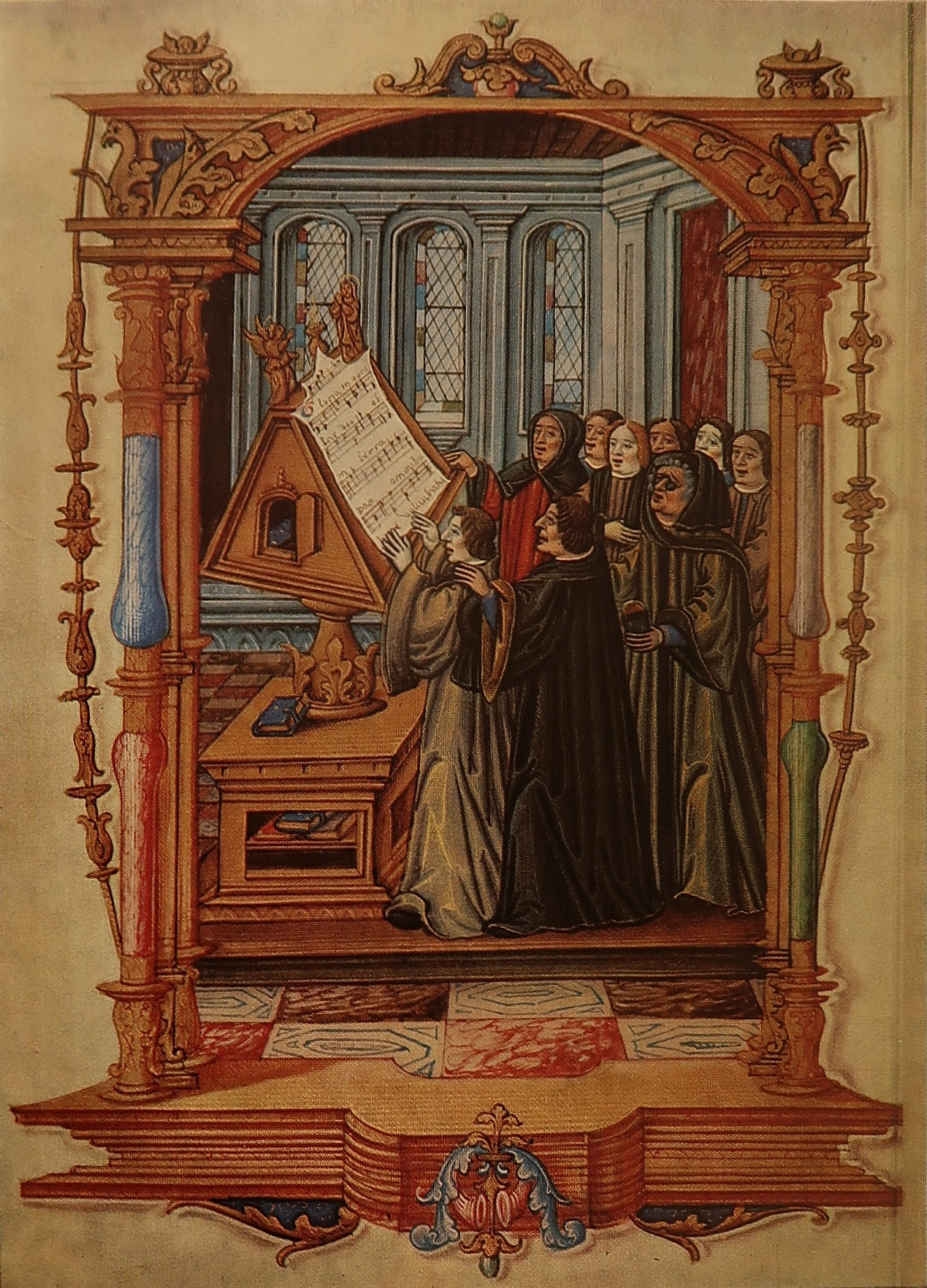
Johannes Ockeghem als Premier chappellain mit seinen Sängern, postume Miniatur 1523

Johannes Ockeghem (* um 1420 bis 1425 in Saint-Ghislain (Hennegau); † 6. Februar 1497 in Tours (?)) war ein franko-flämischer Komponist, Sänger und Kleriker der frühen Renaissance.

## Leben und Wirken
Nach einem Dokument vom Anfang des 17. Jahrhunderts wird Ockeghem als „en son temps trésoir de l'église St. Martin de Thour et natif de St. Ghislain“ beschrieben. Er war somit gebürtig etwa zwölf Kilometer westlich von Mons im heutigen französischsprachigen Belgien; seine Familie stammt aber vielleicht aus dem ca. 50 Kilometer nördlich davon gelegenen Dorf Okegem (heute Stadtteil von Ninove) im flämischsprachigen Gebiet. Es ist anzunehmen, dass er seine musikalische Ausbildung an der Kollegiatkirche Saint-Germain in Mons erhielt, der nächstgelegenen Kirche mit guter musikalischer Einrichtung. Dies würde auch seinen Bezug zu Gilles Binchois erklären, der nach seinem Weggang aus Mons 1423 noch lebenslang Kontakt zur Stadt Mons und den dortigen Kirchen hielt. Erstmals persönlich belegt ist Ockeghem vom 24. Juni 1443 bis zum 23. Juni 1444 als erwachsener Sänger an der Marienkirche Antwerpen unter Johannes Pullois; die Dokumente dieser Kirche aus der Zeit davor und danach sind nicht erhalten. Durch Eintragung in die Rechnungsbücher des Hofs von Herzog Karl I. von Bourbon (Amtszeit 1434–1456) ergibt sich eine Anstellung Ockeghems in Moulins als erstem von sieben Kapellsängern, die Stoff für ihre Roben erhalten haben. Aus dem undatierten Eintrag geht nicht hervor, wie lange er damals schon am Hof tätig war und wie lange er blieb; es wird vermutet, dass seine Tätigkeit von 1446 bis 1448 dauerte.
Ein späteres Dokument unterrichtet darüber, dass er ab 1. Oktober 1451 Sänger an der Hofkapelle des französischen Königs Karl VII. war; der älteste originale Zahlungsbeleg stammt aus dem Rechnungsjahr, das am 30. September 1453 endete. Als Neujahrsgeschenk 1454 überreichte er seinem Dienstherrn eine Musikhandschrift und erhielt dafür eine große Menge scharlachroten Stoffs im Wert von 44 livres tournois und wird „premier chapelain“ genannt. In zahlreichen Dokumenten ist belegt, dass er dieses Amt über 40 Jahre lang innehatte, auch noch während der Regierungszeit der beiden folgenden Könige Ludwig XI. und Karl VIII. von Frankreich. Durch Vergleich der üblichen Zahlungen an die Sänger der Hofkapelle mit seinem Gehalt ergibt sich, dass er häufig mehr bekam und manchmal das Doppelte erreichte; hinzu kamen extra Vergütungen für Sonderleistungen, wie für die Teilnahme am „los de Noël“ für die Königin am 24. Dezember 1454 und an einem Te Deum im Schloss Vendôme am 5. November 1458 zur Feier der Papstwahl von Pius II., auch an den Exequien und dem Begräbnis von Karl VII. im Juli 1461. Daneben konnte er im Laufe der folgenden Jahre eine Reihe von Pfründen für sich gewinnen, darunter eine an Notre-Dame in Paris.
An der bekannten Kirche Saint-Martin in Tours war Ockeghem, parallel zu seinem Amt bei Hofe, seit dem 10. März 1454 Kanoniker und wurde dort am 17. April 1459 als Schatzmeister (trésoir de l'église) eingesetzt – ein Amt, das vom König vergeben wurde und eines der einflussreichsten und bestbezahlten Ämter in Frankreich war. Er besaß zwar eine königliche Abwesenheitserlaubnis (18. April 1461), dennoch war er nach dem Zeugnis zahlreicher Dokumente bis zu seinem Tod regelmäßig in Tours anwesend. Die Zahl der Dokumente, die in dieser Zeit Ockeghem betreffen, übersteigt bei weitem die Zahl von Dokumenten aller anderen Komponisten dieser Zeit, ohne dass sie eine ausführlichere Auskunft über seine kompositorische Tätigkeit geben (Nachweise über den Erwerb von Häusern, zahlreiche rechtliche Auseinandersetzungen über finanzielle und kirchenordnungsmäßige Angelegenheiten besonders ab 1465). Die zuletzt erwähnten Streitigkeiten dauerten bis zwei Jahre vor seinem Tod und dürften seine Aktivitäten als Komponist zumindest zeitweise ziemlich eingeschränkt haben.

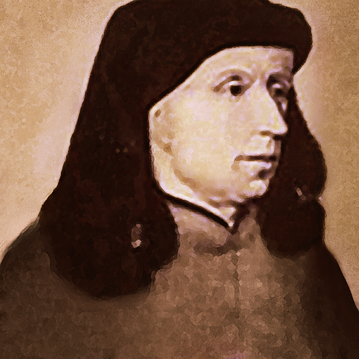
Johannes Ockeghem (?)

Als Ludwig XI. König von Frankreich wurde, wählte er Tours zu seiner bevorzugten Residenz. Dies erleichterte Ockeghem seine doppelten Pflichten als „premier chapelain“ und als Schatzmeister von Saint-Martin wesentlich, und sein Gehalt wurde öfters durch Extrazahlungen aufgestockt. Außerdem scheint er als anerkannter Komponist von seinen Reisemöglichkeiten ausgiebiger Gebrauch gemacht zu haben. So sind in den 1460er Jahren Aufenthalte in Cambrai und Bourges belegt und eine diplomatische Reise nach Spanien im Januar 1470. In den 1470er Jahren vermehren sich Bezugnahmen auf Johannes Ockeghem, die auf eine besondere Hochschätzung hindeuten (schriftliche Äußerungen des humanistischen Dichters Petrus Paulus Senilis, eine Motette von Loyset Compère, ein Brief von Galeazzo Maria Sforza aus Mailand, eine mehrfache Erwähnung in Schriften von Johannes Tinctoris, Jean Molinet und dem italienischen Autor Francesco Florio). Von Erasmus von Rotterdam stammt die Bezugnahme auf die „aurea vox Okegi“. Ockeghem war als Mensch und Musiker gleichermaßen geschätzt wie hervorragend. Guillaume Crétin rühmt ihn in seiner Déploration, er habe sich im Umgang mit Höhergestellten niemals erniedrigt und sei gegenüber Leuten niedrigeren Standes nie anmaßend gewesen. Menschliche Güte sei ihm ein Bedürfnis gewesen, und zu Lebzeiten habe er den Armen seines Ortes eine erhebliche Unterstützung zukommen lassen. Seine äußere Erscheinung soll imponierend und eindrucksvoll gewesen sein.
Das letzte Dokument, in dem er erwähnt wird, ist vom 28. Juli 1486 und spricht von ihm als dem „prothocapellanus“ von König Karl VIII. In seinem Testament vom 14. März 1488 vermachte Ockeghem sein ganzes Vermögen dem Kapitel von Saint-Martin. Das Datum seines Todes am 6. Februar 1497 ergibt sich aus dem Beleg einer Rückzahlungsforderung seines Nachfolgers als Schatzmeister, Evrard de la Chapelle. Sein Ableben fand ein großes Echo in französischen und lateinischen Trauerkompositionen und Nekrologen, hierunter besonders die mehrere hundert Strophen umfassende Déploration von Guillaume Crétin, in der auch einige überlieferte Werke Ockeghems erwähnt werden und die Komponisten der jüngeren Generation aufgefordert werden, dem Andenken des „maistre et bon père“ lamentationes zu widmen. Zwei solcher Trauergesänge, die dann von Josquin des Prez vertont wurden, schrieb der Dichter Jean Molinet.

## Bedeutung
Johannes Ockeghem gilt heute als der bedeutendste Komponist der Generation zwischen Dufay und Josquin. Er war der erste Komponist, der sein Augenmerk in besonderer Weise der zyklischen Messe zuwandte. Sein Requiem ist die erste vollständige Vertonung der Totenmesse. In seinen Werken war er mit großer Wahrscheinlichkeit der erste, bei dem die Bassstimme der Musik die zentrale Bedeutung bekam, die sie für die nächsten 400 Jahre behalten sollte. Außerdem weisen seine Kompositionen eine bemerkenswerte stilistische Bandbreite auf. Kaum etwas aus der Faktur, das heißt der Kompositionsweise seiner Chansons, erinnert an den Stil, der in seinen Messzyklen zu finden ist. Von seinen Motetten verdienen die Déploration auf den Tod von Gilles Binchois und das eindrucksvolle Gaude Maria besondere Beachtung. Es ist zwar zu vermuten, dass von Ockeghem mehr Werke verloren gegangen sind als für einen Komponisten seines Formats üblich, aber der bis heute überlieferte Teil hat bereits zu seinen Lebzeiten Kenner in Erstaunen versetzt. Es existiert aus dem 15. Jahrhundert von anderen Komponisten kein Werk mit mehr als zwölf Stimmen, jedoch ist durch mehrere unabhängige Zeugen sichergestellt, dass es von Ockeghem eine 36-stimmige Motette gegeben haben muss, die nicht überliefert ist. Auch die Details der Missa prolationum machen deutlich, dass Ockeghems kontrapunktische Fähigkeiten die jedes anderen weit übertroffen haben. Guillaume Crétin und Nicole le Vestu berichten übereinstimmend, dass das Werk wegen seiner fehlerfreien kontrapunktischen Arbeit Erstaunen hervorgerufen hat.
Die historische Bedeutung von Johannes Ockeghem erschöpft sich jedoch nicht in seiner besonderen Kunst satztechnischer Mittel, sondern sie beruht vor allem auf der Tatsache, dass er den polyphonen Stil der franko-flämischen Musik nach allen Richtungen hin entwickelt hat und damit nachfolgenden Generationen von Komponisten den Weg bereitet hat. Die Musik Ockeghems hat zu jener klassischen Vokalpolyphonie geführt, die die europäische Musik für mehr als ein Jahrhundert geprägt hat.
Der Asteroid (7343) Ockeghem wurde nach ihm benannt.

## Werke
- Messen

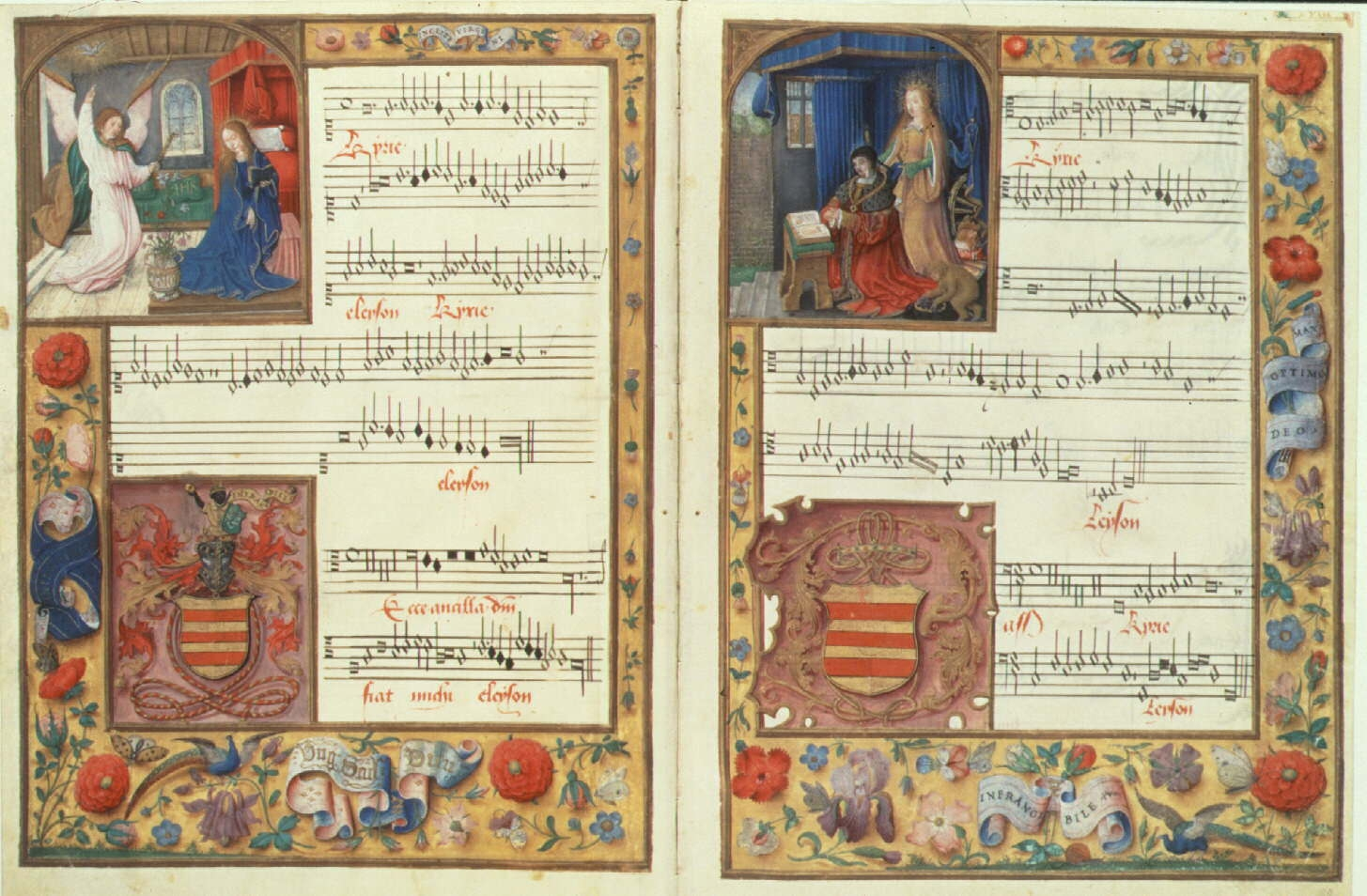
Ockeghems Kyrie aus der Missa Ecce ancilla Domini aus dem Codex Chigi

  - Missa „Au travail suis“ zu vier Stimmen
  - Missa „Caput“ zu vier Stimmen; Vorlage: die anonyme englische Missa „Caput“
  - Missa „Cuiusvis toni“ zu vier Stimmen
  - Missa „De plus en plus“ zu vier Stimmen, Fragment von „Pleni“ zu zwei Stimmen und „Benedictus“ zu drei Stimmen
  - Missa „Ecce ancilla Domini“ zu vier Stimmen; Material aus dem Schlussabschnitt der Antiphon „Missus est angelus Gabriel“
  - Missa „Fors seulement“ zu fünf Stimmen; nur Kyrie, Gloria und Credo erhalten
  - Missa „La belle se siet“ zu vier Stimmen (?); Tenor wahrscheinlich ein einstimmiges Lied; nur zweistimmiges Fragment vom Beginn des Credo erhalten
  - Missa „L’homme armé“ zu vier Stimmen; Tenor ein einstimmiges Lied
  - Missa „Ma Maistresse“ zu vier Stimmen, Vorlage von Diskant und Tenor aus Ockeghems Virelai, nur Kyrie und Gloria erhalten
  - Missa quarti toni „Mi-Mi“ zu vier Stimmen
  - Missa Prolationum zu vier Stimmen
  - Missa quinti toni zu drei Stimmen
  - Missa sine nomine [primi toni] zu drei Stimmen, Autorschaft teilweise angezweifelt, teilweise Joh. Touront zugeschrieben
  - Missa sine nomine [De feria] zu fünf Stimmen, nur Kyrie, Gloria und Credo erhalten
  - Missa pro defunctis (Requiem) zu drei, vier und fünf Stimmen, erhalten sind Introitus, Kyrie, Graduale, Tractus und Offertorium
- Einzelne Messensätze
  - Credo sine nomine zu vier Stimmen
  - „Domine Deus“ zu zwei Stimmen, aus einer nicht identifizierten Messe
- Verlorene und zweifelhafte geistliche Werke
  - Missa della madonna zu vier Stimmen (?)
  - Missa „Domine non secundum peccata nostra“ zu vier Stimmen (?)
  - Missa „Gaudeamus“ zu vier Stimmen, mit ziemlicher Sicherheit von Josquin, Ockeghem abwegig zugeschrieben
  - Missa „Iocundare“ zu fünf Stimmen (?)
  - Missa „Le serviteur“ zu vier Stimmen, Vorlage: Chanson von Dufay, teilweise Zuschreibung an Guillermus Faugues
  - Missa „Le serviteur“ zu drei Stimmen, Vorlage: Chanson von Dufay, möglicherweise authentisch
  - Missa „Pour quelque paine“ zu vier Stimmen, teilweise Ockeghem, teilweise Cornelius Heyns zugeschrieben
  - Missa sine nomine zu drei Stimmen, teilweise Lanoy, teilweise Ockeghem zugeschrieben
- Motetten
  - „Alma redemptoris mater“ zu vier Stimmen
  - „Ave Maria gratia plena“ zu vier Stimmen
  - „Intemerata Dei mater“ zu fünf Stimmen, Text in Hexametern offenbar ein Unikat, vielleicht für einen bestimmten Anlass
  - „Lamentationes de Obghuen“ zu vier Stimmen (?), in Cambrai kopiert 1475/76, verloren
  - „Noel de Okegen. Per totum adventum“ zu vier Stimmen (?), Anfang eines Chorbuchs für Ludwig XI. 1471, verloren
  - „Salve Regina“ (I) zu vier Stimmen
  - „Ut heremita solus“ zu vier Stimmen, Autorschaft zweifelhaft, auch Alexander Agricola zugeschrieben
  - „Vivit Dominus“ zu zwei Stimmen, Autorschaft etwas unsicher
  - textlos zu 36 Stimmen (ex 6), erwähnt in vielen zeitgenössischen Berichten, verloren
- Weitere verlorene oder zweifelhafte geistliche Werke
  - „Benedictus“ zu drei bis vier Stimmen; ist eindeutig das „Benedictus“ aus der Missa „Quant j’ay au cueur“ von Heinrich Isaac
  - „Celeste beneficium introivit“ zu fünf Stimmen
  - „Deo gratia“ zu 36 Stimmen (ex 4), vielfach als Ockeghems verlorene 36-stimmige Motette angesehen
  - „Gaude Maria“ zu fünf Stimmen, marianisches Responsorium
  - „Salve regina“ (II), fast sicher von Philippe Basiron
- Weltliche Werke
  - „Aultre Venus estés sans faille“, Rondeau zu drei Stimmen
  - „Baisiés moy donc fort ma maistresse“, Rondeau zu drei Stimmen
  - „D’ung aultre amer mon cuer s’abesseroit“, Rondeau zu drei Stimmen, nur von einem Autor Busnoys zugeschrieben
  - „Fors seulement l’attente que je meure“, Rondeau zu drei Stimmen
  - „Fors seulement contre ce qu’ay promis“, Rondeau zu drei Stimmen
  - „Il ne m’en chault plus de nul ame“, Rondeau zu drei Stimmen
  - „J’en ay dueil que je ne suis morte“, Rondeau zu vier Stimmen
  - „La despourveue et la bannye“, Rondeau zu drei Stimmen
  - „L’aultre d’antan l’autrier passa“, Rondeau zu drei Stimmen
  - „Les desléaulx ont la saison“, Rondeau zu drei Stimmen
  - „Ma bouche rit et ma pensée pleure“, Virelais zu drei Stimmen
  - „Ma maistresse et ma plus que autre ayme“, Virelais zu drei Stimmen
  - „Mort, tu as navré de ton dart“ / „Miserere pie“ zu vier Stimmen, Klage auf den Tod von Gilles Binchois
  - „O rosa bella“ zu zwei Stimmen, einzelne hinzugefügte Stimme zum Diskant des wohl von Johann Bedyngham stammenden Satzes
  - „Prenez sur moi vostre exemple amoureux“, Rondeau zu drei Stimmen
  - „Presque transi ung peu mains qu’estre mort“, Virelais zu drei Stimmen
  - „Quant de vous seul je pers la veue“, Rondeau zu drei Stimmen
  - „Qu’es mi vida preguntays“, zwei neue Countertenorstimmen unter dem Diskant und Tenor der Vertonung von Johannes Cornago
  - „S’elle m’amera je ne scay“ / „Petite camusette“, Rondeau zu vier Stimmen
  - „Se vostre cuer eslongne de moy a tort“, Rondeau zu drei Stimmen
  - „Tant fuz gentement resjouy“, Virelais zu drei Stimmen
  - „Ung aultre l’a n’en querès plus“, Rondeau zu drei Stimmen
- Verlorene und zweifelhafte weltliche Werke
  - „Au travail suis que peu de gens croiroient“, Chanson zu drei Stimmen, ziemlich sicher von Barbignant
  - „Ce n’est pas jeu d’esloigner ce qu’on ayme“ zu drei Stimmen, wahrscheinlich von Hayne van Ghizeghem
  - „Departés vous Malebouche et Envie“ zu drei Stimmen, wahrscheinlich von Guillaume Dufay
  - „En l’ombre d’ung buissonnet“ zu vier Stimmen (ex 2), andernorts überzeugender Josquin oder Bolkin zugeschrieben
  - „Malheur me bat“ zu drei Stimmen, wahrscheinlich von Abertijne Malcourt (um 1450 – um 1510)
  - „Permanent vierge plus digne que nesune“ / „Pulchra es et decora“ / „Sancta Dei genitrix“ zu fünf Stimmen, Zuschreibung von August Wilhelm Ambros
  - „Quant ce viendra au droit destraindre“ zu drei Stimmen, sicher von Antoine Busnoys
  - „Resjois toi terre de France“ / „Rex pacificus magnificus est“, Ballade zu vier Stimmen
  - textloses Stück zu drei Stimmen, Ockeghems Autorschaft nur auf Grund von Stilcharakteristika vermutet